# 上坂すみれの文化部は夜歩く
『上坂すみれの文化部は夜歩く』（うえさかすみれのぶんかぶはよるあるく）は、上坂すみれがパーソナリティを、早瀬かながアシスタントパーソナリティを務めるラジオ番組。『日本一知的なアニラジ』を宣言し、知的な文化人をゲストに招いて送る。

## 概要
上坂がパーソナリティを務め、早瀬が一般人目線でアシスタントを務める。
上坂が興味のあるディープな人をゲストに招き、話を聞く形で番組を進行する。上坂とゲストが盛り上がる話題が非常にディープな内容が多いため、早瀬が頑張って予習をしてくるが話題について行けない状態が多い。そのため、早瀬による番組最後のつぶやきのコーナーで今週も一般人の自分にはよく分からなかったと嘆きに近い言葉で締めくくられる。
地上波ラジオ放送の翌日の金曜日にニコニコ動画（ニコニコチャンネル）の番組公式チャンネルから無料でネット配信される。有料チャンネルに入会すると、ほぼ無編集のディレクターズカット版が視聴出来る。
番組タイトルの「夜歩く」は筋肉少女帯の同楽曲名にちなんでいると上坂が明かしている。
2017年3月15日に発表された第3回アニラジアワードにおいて、「BEST BENEFIT RADIO ためになるラジオ賞（新人枠）」を受賞した。

## 放送時間
本放送
- ラジオ大阪
  - 2016年4月7日 - 2018年9月27日

毎週木曜日 24:30 - 25:00(毎週金曜日 0:30 - 1:00)
バックナンバー配信
- ニコニコチャンネル 上坂すみれの文化部は夜歩くチャンネル
  - 2016年4月8日 - 2018年9月28日

毎週金曜日午後更新
出張版「上坂すみれの文化部は中野ブロードウェイを歩く」
- ラジオクラウド
  - 2018年2月10日 - 3月31日

ラジオ番組配信アプリ「ラジオクラウド」にて配信されたオリジナルコンテンツ。（全8回）

## ゲスト
| 回                          | 放送日             | ゲスト                                    | 肩書き、内容等                                                                                               | 脚注            |
| 2016年                      | 2016年             | 2016年                                    | 2016年 | 2016年          |
| --------------------------- | ------------------ | ----------------------------------------- | --- | --------------- |
| 第1夜 - 第2夜               | 4月07日 - 14日     | オペちゃん                                | ポーランドで戦車の修復を行うジャパンアニメマニア                                                             | [ 4 ]           |
| 第1夜 - 第2夜               | 4月07日 - 14日     | 西森晃                                    | ガールズ&パンツァー新聞編集者                                                                                | [ 4 ]           |
| 第3夜 - 第4夜               | 4月21日 - 28日     | 桃井はるこ                                | 上坂が尊敬する声優                                                                                           | [ 5 ]           |
| 第5夜 ［公録回］            | 5月5日             | 鈴木貴昭                                  | アニメ脚本家                                                                                                 | [ 6 ]           |
| 第5夜 ［公録回］            | 5月5日             | 金子賢一                                  | ミリタリーライター                                                                                           | [ 6 ]           |
| 第5夜 ［公録回］            | 5月5日             | 中村桜                                    | 声優 | [ 6 ]           |
| 第5夜 ［公録回］            | 5月5日             | 花谷麻妃                                  | Fullfull☆Pocket                                                                                              | [ 6 ]           |
| 第6夜 ［公録回］            | 5月12日            | 山田五郎                                  | 美術評論家。上坂と同じ上智大学卒。以前の魔女に関するイベントで上坂と面識が有り、神様を中心とした話題を提供。 | [ 7 ]           |
| 第7夜 - 第8夜               | 5月19日 - 26日     | 畑史進                                    | 様々な肩書を持ち、セガのゲーム機の歴史を中心とした話題を提供                                                 | [ 8 ]           |
| 第9夜 - 第10夜              | 6月2日 - 9日       | 服部進                                    | ハートツリー代表。林業を主として間伐材などの話題を提供                                                       | [ 9 ]           |
| 第11夜 - 第12夜             | 6月16日 - 23日     | 今泉有美子                                | 法廷画家 | [ 10 ]          |
| 第13夜 - 第14夜             | 6月30日 - 7月7日   | 浜崎容子                                  | 上坂が大ファンである、アーバンギャルドのボーカリスト                                                         | [ 11 ]          |
| 第15夜 - 第16夜             | 7月14日 - 21日     | ラウル・アリキヴィ                        | 日本・エストニア/EUデジタルソサエティ推進協議会 理事、実業家                                                 | [ 12 ]          |
| 第17夜 - 第18夜             | 7月28日 - 8月4日   | （ゲストなし）                            | （ゲストなし）                                                                                               | [ 13 ]          |
| 第19夜 - 第20夜             | 8月11日 - 18日     | 三森すずこ                                | 声優 | [ 14 ]          |
| 第21夜 -第22夜              | 8月25日 - 9月1日   | 今村朗                                    | 元ユジノサハリンスク日本国総領事                                                                             | [ 15 ]          |
| 第23夜 ［公録回］           | 9月8日             | 須藤孝太郎                                | 上坂の所属レーベル、キングレコードの担当プロデューサー。 上坂のデビュー秘話や今後の展開について。            | [ 16 ]          |
| 第24夜 ［公録回］           | 9月15日            | 玉海力剛                                  | 元力士でちゃんこ屋を営む実業家                                                                               | [ 17 ]          |
| 第24夜 ［公録回］           | 9月15日            | 奥村展也                                  | サンケイスポーツ相撲担当記                                                                                   | [ 17 ]          |
| 第25夜 - 第26夜             | 9月22日 - 29日     | 柳知進                                    | 土木系雑誌「ブルーズマガジン」編集長                                                                         | [ 18 ] [ 19 ]   |
| 第27夜 - 第28夜             | 10月6日 - 13日     | 水島大宙                                  | 声優。陸上自衛隊少年工科学校時代の思い出を提供。                                                             | [ 20 ] [ 21 ]   |
| 第29夜 - 第30夜             | 10月20日 - 27日    | 山田将史                                  | 鉄道旅行家                                                                                                   | [ 22 ] [ 23 ]   |
| 第31夜 - 第32夜             | 11月3日 - 10日     | 大坪由佳                                  | 声優 | [ 24 ] [ 25 ]   |
| 第33夜 - 第34夜             | 11月17日 - 24日    | （ゲストなし）                            | （ゲストなし）                                                                                               | [ 26 ] [ 27 ]   |
| 第35夜 - 第36夜             | 12月1日 - 8日      | ナスチャん                                | ロシア人コスプレイヤー/メイドカフェ店長                                                                      | [ 28 ] [ 29 ]   |
| 第37夜 - 第38夜             | 12月15日 - 22日    | 清水愛                                    | 声優/女子プロレスラー                                                                                        | [ 30 ] [ 31 ]   |
| 第39夜                      | 12月29日 - 1月5日  | 金子賢一                                  | ミリタリーライター                                                                                           | [ 32 ]          |
| 2017年                      |                    |                                           | |                 |
| 第40夜                      | 1月5日             | 金子賢一                                  | ミリタリーライター                                                                                           | [ 33 ]          |
| 第41夜 - 第42夜             | 1月12日 - 19日     | （ゲストなし）                            | （ゲストなし）                                                                                               | [ 34 ] [ 35 ]   |
| 第43夜 - 第44夜             | 1月26日 - 2月2日   | テリー植田                                | 東京カルチャーカルチャー プロデューサー                                                                      | [ 36 ] [ 37 ]   |
| 第45夜 - 第46夜             | 2月9日 - 2月16日   | 栂尾博志                                  | 日本ラジコン戦車道連盟主催者                                                                                 | [ 38 ] [ 39 ]   |
| 第47夜 - 第48夜             | 2月23日 - 3月2日   | キャシー                                  | 『ALICE and the PIRATES』デザイナー                                                                          | [ 40 ] [ 41 ]   |
| 第49夜 - 第50夜             | 2月23日 - 3月2日   | 徳永泰敏                                  | グラフィックデザイナー                                                                                       | [ 42 ] [ 43 ]   |
| 第51夜 - 第52夜 ［公録回］  | 3月23日 - 3月30日  | 斎藤勉                                    | 産業経済新聞社専務取締役大阪代表                                                                             | [ 44 ] [ 45 ]   |
| 第53夜 - 第54夜             | 4月6日 - 13日      | （ゲストなし）                            | （ゲストなし）                                                                                               | [ 46 ] [ 47 ]   |
| 第55夜                      | 4月20日            | アブドーラ小林                            | プロレスラー                                                                                                 | [ 48 ]          |
| 第55夜                      | 4月20日            | 岡林裕二                                  | プロレスラー                                                                                                 | [ 48 ]          |
| 第56夜                      | 4月27日            | 多田将                                    | 物理学者/高エネルギー加速器研究機構准教授                                                                    | [ 49 ]          |
| 第57夜                      | 5月4日             | 吉川和篤                                  | 軍事研究家/イラストレーター                                                                                  | [ 50 ]          |
| 第58夜                      | 5月11日            | 山田将史                                  | 鉄道旅行家                                                                                                   | [ 51 ]          |
| 第59夜                      | 5月18日            | 岡尾貴洋                                  | アニメ監督                                                                                                   | [ 52 ]          |
| 第60夜                      | 5月25日            | 牛島えっさい                              | コスプレ評論家                                                                                               | [ 53 ]          |
| 第61夜 - 第62夜             | 6月1日             | 高橋道雄                                  | 将棋棋士 | [ 54 ]          |
| 第61夜 - 第62夜             | 6月1日             | 中座真                                    | 将棋棋士 | [ 54 ]          |
| 第63夜 - 第64夜 ［公録回］  | 6月8日 - 15日      | 多田将                                    | 物理学者 | [ 55 ] [ 56 ]   |
| 第63夜 - 第64夜 ［公録回］  | 6月8日 - 15日      | 杉山潔                                    | バンダイビジュアルプロデューサー/大洗大使                                                                    | [ 55 ] [ 56 ]   |
| 第63夜 - 第64夜 ［公録回］  | 6月8日 - 15日      | 吉川和篤                                  | イラストレーター/軍事研究家                                                                                  | [ 55 ] [ 56 ]   |
| 第63夜 - 第64夜 ［公録回］  | 6月8日 - 15日      | 斎木伸生                                  | 戦史研究家                                                                                                   | [ 55 ] [ 56 ]   |
| 第63夜 - 第64夜 ［公録回］  | 6月8日 - 15日      | 岡尾貴洋                                  | アニメ監督                                                                                                   | [ 55 ] [ 56 ]   |
| 第63夜 - 第64夜 ［公録回］  | 6月8日 - 15日      | 山田将史                                  | 鉄道旅行家                                                                                                   | [ 55 ] [ 56 ]   |
| 第65夜 - 第66夜             | 6月29日 - 7月6日   | （ゲストなし）/(上坂が体調不良により欠席) | （ゲストなし）/(上坂が体調不良により欠席)                                                                    | [ 57 ] [ 58 ]   |
| 第67夜 - 第68夜             | 7月13日 - 20日     | 北村考志                                  | 株式会社ロッテアイス商品開発部。クーリッシュのキャンペーン。                                                 | [ 59 ] [ 60 ]   |
| 第67夜 - 第68夜             | 7月13日 - 20日     | 高瀬裕介                                  | 映像ディレクター/アニメーション監督/CGI監督                                                                  | [ 59 ] [ 60 ]   |
| 第67夜 - 第68夜             | 7月13日 - 20日     | 福井康介                                  | 電通社員 | [ 59 ] [ 60 ]   |
| 第69夜                      | 7月27日            | 森貴宏                                    | 世界コスプレサミットプロデューサー                                                                           | [ 61 ]          |
| 第70夜                      | 8月3日             | （ゲストなし）                            | （ゲストなし）                                                                                               | [ 62 ]          |
| 第71夜 - 第72夜             | 8月10日 - 17日     | 内藤泰弘                                  | 漫画家 | [ 63 ] [ 64 ]   |
| 第71夜 - 第72夜             | 8月10日 - 17日     | 兼田健一郎                                | ラジオ大阪東京支社長/プロデューサー                                                                          | [ 63 ] [ 64 ]   |
| 第73夜 - 第74夜             | 8月24日 - 31日     | （ゲストなし）                            | （ゲストなし）                                                                                               | [ 65 ] [ 66 ]   |
| 第75夜 - 第76夜             | 9月7日 - 14日      | 斎木伸生                                  | 戦史研究家。フィンランドの話題を提供。                                                                       | [ 67 ] [ 68 ]   |
| 第77夜 - 第78夜             | 9月21日 - 28日     | 鍋島一機                                  | まんだらけ広報部員                                                                                           | [ 69 ] [ 70 ]   |
| 第79夜 - 第80夜             | 10月5日 - 12日     | 町田一                                    | 『ふくろう茶房』動物取り扱い責任者                                                                           | [ 71 ] [ 72 ]   |
| 第81夜 - 第82夜             | 10月19日 - 26日    | 鈴木研一                                  | 人間椅子ボーカル/ベーシスト                                                                                  | [ 73 ] [ 74 ]   |
| 第83夜 - 第84夜             | 11月2日 - 9日      | 春奈るな                                  | 歌手。上坂と早瀬と同じスペースクラフト所属。URAHARAで上坂と共演。                                            | [ 75 ] [ 76 ]   |
| 第85夜 - 第86夜             | 11月16日 - 23日    | 小鳥山いん子                              | ニット作家/イラストレーター                                                                                  | [ 77 ] [ 78 ]   |
| 第87夜 - 第88夜             | 11月30日 - 12月7日 | 神田桂一菊池良                            | フリーライター/・編集者                                                                                      | [ 79 ] [ 80 ]   |
| 第89夜 - 第91夜             | 12月14日 - 28日    | （ゲストなし）                            | （ゲストなし）                                                                                               |                 |
| 2018年                      |                    |                                           | |                 |
| 第92夜                      | 1月4日             | （ゲストなし）                            | （ゲストなし）                                                                                               |                 |
| 第93夜                      | 1月11日            | 高木渉                                    | 声優 | [ 81 ]          |
| 第94夜 - 第96夜             | 1月18日 - 2月1日   | （ゲストなし）                            | （ゲストなし）                                                                                               |                 |
| 第97夜 - 第98夜             | 2月8日 - 15日      | 辻真先                                    | アニメ/特撮脚本家                                                                                            | [ 82 ] [ 83 ]   |
| 第99夜 - 第100夜            | 2月22日 - 3月1日   | 多田将                                    | 物理学者/高エネルギー加速器研究機構准教授                                                                    | [ 84 ] [ 85 ]   |
| 第101夜 - 第102夜           | 3月8日 - 15日      | （ゲストなし）                            | （ゲストなし）                                                                                               |                 |
| 第103夜 - 第104夜           | 3月22日 - 29日     | アキラ・シット・レック                    | 格闘家/システマ選手                                                                                          | [ 86 ] [ 87 ]   |
| 第105夜 - 第106夜           | 4月5日 - 12日      | 宇田川那奈                                | タレント/作家                                                                                                | [ 88 ] [ 89 ]   |
| 第107夜 - 第112夜           | 4月19日 - 5月24日  | （ゲストなし）                            | （ゲストなし）                                                                                               |                 |
| 第113夜 - 第114夜           | 5月30日 - 6月7日   | あきのさくら                              | 宿命鑑定家/占い師                                                                                            | [ 90 ] [ 91 ]   |
| 第115夜 - 第116夜           | 6月14日 - 21日     | たかはし智秋                              | 声優 | [ 92 ] [ 93 ]   |
| 第117夜 - 第118夜           | 6月14日 - 21日     | 三重野瞳                                  | 声優 | [ 94 ] [ 95 ]   |
| 第117夜 - 第118夜           | 6月14日 - 21日     | 駒形友梨                                  | 声優 | [ 94 ] [ 95 ]   |
| 第117夜 - 第118夜           | 6月14日 - 21日     | 兼田健一郎                                | ラジオ大阪東京支社長/プロデューサー                                                                          | [ 94 ] [ 95 ]   |
| 第119夜 - 第120夜           | 7月12日 - 19日     | 篠原かをり                                | タレント/作家                                                                                                | [ 96 ] [ 97 ]   |
| 第121夜 - 第122夜           | 7月26日 - 8月2日   | （ゲストなし）                            | （ゲストなし）                                                                                               |                 |
| 第123夜                     | 8月9日             | 赤尾でこ                                  | 脚本家 | [ 98 ]          |
| 第124夜                     | 8月16日            | 森永たまち                                | 構成作家 | [ 99 ]          |
| 第125夜 - 第126夜           | 8月24日 - 31日     | rebis                                     | 漫画家/イラストレーター/脚本家                                                                               | [ 100 ] [ 101 ] |
| 第127夜 - 第128夜           | 9月7日 - 14日      | 杉田智和                                  | 声優/作家 | [ 102 ]         |
| 第129夜 - 第130夜 ［最終回] | 9月21日 - 28日     | （ゲストなし）                            | | [ 103 ]         |

1. 1 2 3 4  全員が上坂と同様ミリタリーマニア。

## イベント
| 放送回          | タイトル                                               | 開催日        | 会場                 | 脚注    |
| --------------- | ------------------------------------------------------ | ------------- | -------------------- | ------- |
| 第5夜 - 第6夜   | 上坂すみれの文化部は大手町を歩く（第1回）              | 2016年4月29日 | サンケイプラザ       | [ 104 ] |
| 第23夜 - 第24夜 | 上坂すみれの文化部は大手町を歩く（第2回）              | 2016年9月3日  | サンケイプラザ       | [ 105 ] |
| （放送なし）    | 上坂すみれの文化部は夜歩く in 大阪 第一部 ロリータの部 | 2017年3月18日 | うめきたガーデン     | [ 106 ] |
| 第51夜 - 第52夜 | 上坂すみれの文化部は夜歩く in 大阪 第二部 ソ連の部     | 2017年3月18日 | 松原市文化会館       | [ 106 ] |
| 第63夜 - 第64夜 | 上坂すみれの文化部は夜歩く 大洗合宿                    | 2017年5月27日 | 大洗シーサイドホテル | [ 107 ] |
| （放送なし）    | 上坂すみれの文化部は夜歩く 春の文化祭                  | 2018年3月4日  | 坂戸市文化会館       | [ 108 ] |

## 関連商品
CD
- 上坂すみれの文化部は夜歩く ラジオCD ～地的な夜～[109]
- 上坂すみれの演劇部は夜歩く 萌え文学CD
- 上坂すみれの文化部は夜歩く ラジオCD ～軍靴的な夜～
- 上坂すみれの文化部は中野ブロードウェイを歩く - ラジオクラウドで配信されていた全8回の放送を収録。

書籍
- 上坂すみれの文化部は大手町を歩く（2016年9月1日、インプレスR＆D、ISBN 978-4802090933） - 2016年4月29日公録回の模様を書籍化[110]。電子書籍版あり。
- 上坂すみれの文化部は大手町を歩くVol.2 （2017年1月13日、インプレスR＆D、ISBN 978-4844397427） - 2016年9月3日公録回の模様を書籍化[111][112]。電子書籍版あり。
- 上坂すみれの文化部は夜歩く新聞 創刊号
- 上坂すみれの文化部は夜歩く新聞 第二号
- 上坂すみれの文化部は大阪を歩く（2017年9月1日、インプレスR＆D、ISBN 978-4844397892） - 2017年3月18日公録回の模様を書籍化。電子書籍版あり。

グッズ
- 「上坂すみれの文化部は夜歩く」木製グッズセット（うちわ・しおり・ブックカバーのセット）
- 「上坂すみれの文化部は夜歩く」タイベック風ポーチ
- 「上坂すみれの文化部は夜歩く」モバイルバッテリー
- 「上坂すみれの文化部は夜歩く」ケータイスタンド型ウッドスピーカー

ダウンロードカード
- 上坂すみれの文化部は夜歩く 春の文化祭 - 2018年3月4日に開催されたイベントの音源を収録したダウンロートカード。